# Muchelney
Muchelney är en ort och civil parish i Storbritannien.   Den ligger i grevskapet Somerset och riksdelen England, i den södra delen av landet, 200 km väster om huvudstaden London. Muchelney ligger 11 meter över havet och antalet invånare är 195.
Terrängen runt Muchelney är platt. Runt Muchelney är det ganska tätbefolkat, med 160 invånare per kvadratkilometer. Närmaste större samhälle är Yeovil, 15,3 km sydost om Muchelney. Trakten runt Muchelney består till största delen av jordbruksmark.